# NGC 2908
NGC 2908 est une galaxie spirale située dans la constellation du Dragon. NGC 2908 a été découverte par l'astronome germano-britannique William Herschel en 1802.

## Caractéristiques
Sa vitesse par rapport au fond diffus cosmologique est de  6 054 ± 52 km/s, ce qui correspond à une distance de Hubble de 89,3 ± 6,3 Mpc (∼291 millions d'al).
NGC 2908 est une galaxie du champ, c'est-à-dire qu'elle n'appartient pas à un amas ou un groupe et qu'elle est donc gravitationnellement isolée.